# Tinea corporis
La tinea corporis, anche chiamata tinea circinata, tinea glabrosa o herpes circinatus, è una forma di micosi superficiale (dermatofitosi) che colpisce la cute, soprattutto di donne e di bambini, nelle zone del corpo prive di peli

## Epidemiologia
Diffusa nei gatti randagi, questo comporta un rischio maggiore per la categorie di lavoro che passano del tempo in compagnia di tali animali, veterinari e allevatori risultano più esposti al contagio.

## Eziologia
Malattia causata da dermatofiti che abitano le lamine superficiali dello strato corneo e, rilasciando cheratinasi, sono capaci di demolire la cheratina; di regola però non oltrepassano l'epidermide e gli annessi. L'immunità cellulo mediata provvede alla loro eliminazione.
La malattia si diffonde tramite contatto con animali da compagnia infetti, mentre la sua diffusione fra esseri umani è rara.

## Sintomatologia
Si mostra una lesione sulla pelle, questa si mostra come una piccola chiazza circolare di colore rosaceo, desquamativa, in rilievo con i margini netti ed il centro più chiaro. Inoltre è presente la sensazione di prurito.

## Diagnosi differenziale
Alcune malattie hanno in comune alcune manifestazioni, tutte riguardanti le chiazze rosacee che si mostrano:
- Dermatite seborroica
- Eczema da contatto

Alcuni farmaci permettono una diagnosi ritardata di tale tinea perché mascherano le manifestazioni più tipiche.